# Dendrelaphis caudolineatus
Dendrelaphis caudolineatus är en ormart som beskrevs av Gray 1834. Dendrelaphis caudolineatus ingår i släktet Dendrelaphis och familjen snokar.
Arten förekommer på Malackahalvön, på öarna Pangkor, Borneo och Sumatra samt på några mindre öar i regionen. Honor lägger ägg.

## Underarter
Arten delas in i följande underarter:
- D. c. flavescens
- D. c. luzonensis
- D. c. modestus
- D. c. terrificus